# Protótipo de Le Mans

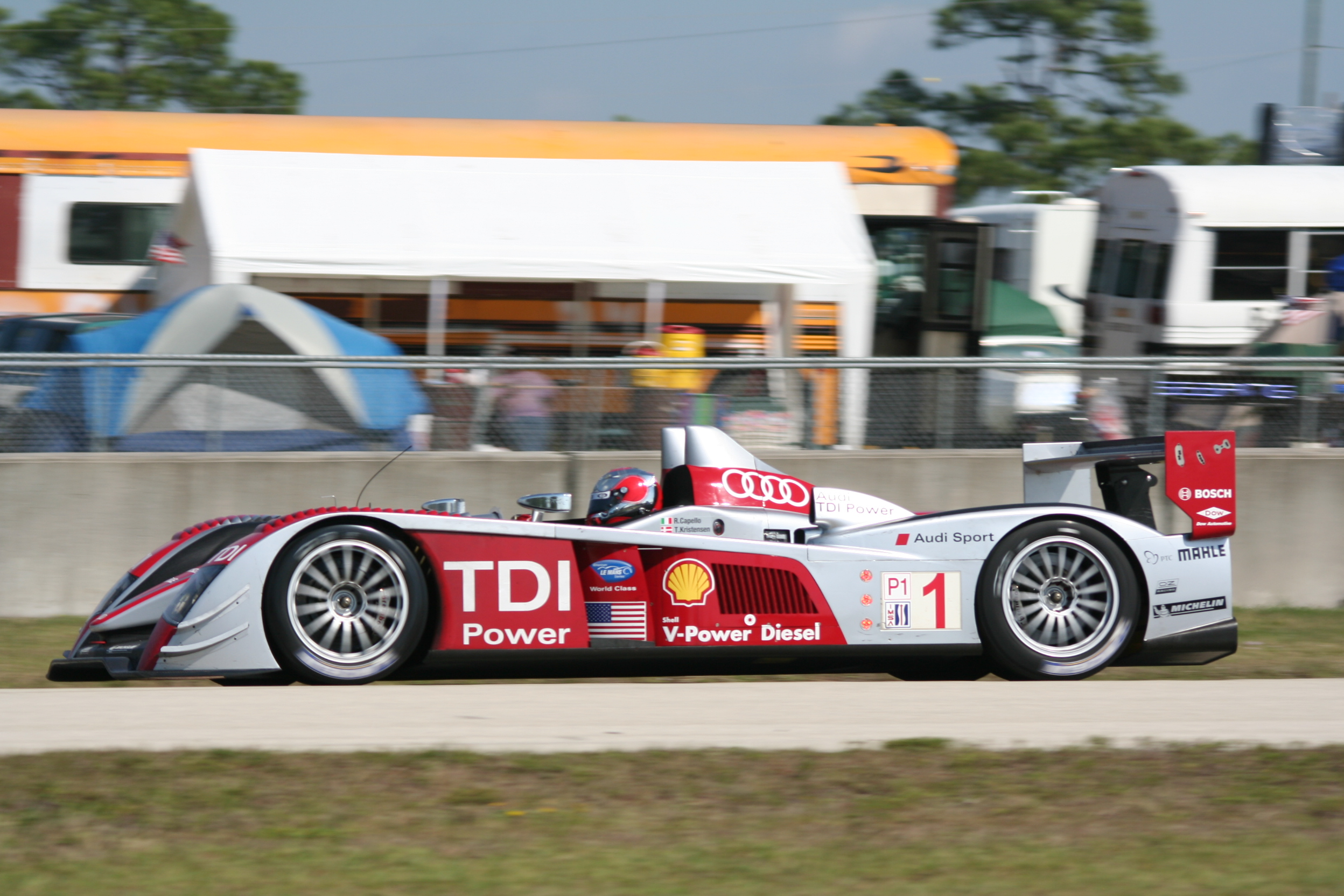
Audi R10 TDI LMP nas 12 Horas de Sebring de 2008.

Protótipo de Le Mans (em inglês Le Mans Prototype), comumente abreviado como LMP, é um veículo de corrida esporte-protótipo que é utilizado nas 24 Horas de Le Mans e na IMSA SportsCar Champioship, tendo sido usado anteriormente no mundial de endurance da FIA (WEC) e nos extintos campeonatos da American Le Mans Series, Le Mans Series e Copa Intercontinental Le Mans. 
Criado pelo Automobile Club de l'Ouest (ACO), os LMP são considerados os automóveis mais rápidos usados em corridas com carros esportivos. Custos de tecnologia desembolsados por montadoras os tornam comparáveis aos monopostos, incluindo a Fórmula 1.
Embora mais comumente conhecido como LMP, esses tipos de carros usaram vários nomes, dependendo da série em que concorrem. Campeonatos da FIA referiram essa categoria como Sports Racers (SR) ou Sports Racing Prototypes (SRP). O campeonato norte-americano IMSA GT Championship denomina-os como World Sports Cars (WSC), enquanto os de curta duração Estados Unidos como a Road Racing Championship usam a abreviação Can-Am (CA). A partir de 2004, todas as séries passaram a referir-se para esses carros como Le Mans Prototype. 
Desde 2021, os protótipos de Le Mans deixaram de ser a categoria principal do Mundial de Endurance da FIA (WEC), sendo substituídos pelos Hypercar. A nova categoria passou a contar com carros da especificação Le Mans Hypercar (LMH) e Le Mans Daytona h (LMDh), com participação esporádica apenas dos protótipos LMP2 na prova das 24 Horas de Le Mans, sem participação no campeonato do WEC.

## Regulamento técnico
Em referência ao regulamento a partir de 2008, as subcategorias de LMP são as listados abaixo:

### LMP1
Anteriormente correspondente a categoria LMP no seu primórdio, que foi dividida nas categorias LMP900 e LMP675 e reunificada , destina-se especialmente para fabricantes e montadoras de veículos: peso mínimo de 900 kg (lb 1980). Motores aspirados limitados a 6000 cc (366,1 CI). Turbocompressores e compressores permitido para motores a gasolina com uma cilindrada máxima de 4.000 cc (244,1 CI) e para motores diesel com máximo de 5.500 cc (336 IC). Sem limites para o número de cilindros para qualquer tipo de motor. Motores a partir de carros de produção (em conformidade com os regulamentos da LM GT1 e pelo menos 1000 unidades por ano), permite até 7000 cc (427,2 CI). Tamanho do reservatório de combustível de 90 litros (23,8 galões) de gasolina e 81 litros (21,4 galões) para motores diesel. Tamanho da roda (diâmetro máximo) de 28,5 cm e largura máxima de 16 polegadas.
A partir do regulamento estabelecido em 2012, os LMP1 se tornaram habilitados a utilizar tecnologia híbrida.

### LMP2
Destina-se a equipas privadas: peso mínimo de 900 kg (1980 lb). Os motores naturalmente aspirados limitam-se a 5000 cc com um máximo de oito cilindros, enquanto os motores turbo terão uma cilindrada máxima de 3200 cc  e 6 cilindros apenas. Tamanho do reservatório de combustível de 75 litros para todos os tipos de motores. Tamanho da roda (diâmetro máximo) de 28 polegadas e largura máxima de 14 polegadas.
Um novo regulamento da LMP2 foi introduzido em 2017 para corte de custos, sendo mantido até o fim de 2025. Todavia, em decisão comum adotada pela ACO e FIA o novo regulamento LMP2 será introduzido apenas no início de 2028, dando ao regulamento atual LMP2 uma vida útil de 10 anos. 

### LMP3
Categoria de baixo custo destinada à introdução de jovens pilotos às corridas de endurance, servindo como escola para véiculos LMP2 e LMP1. Os LMP3 são protótipos de cockpit fechados, com chassis construídos por qualquer construtor e motores Nissan V8 de 5 litros atmosféricos . Esta categoria foi introduzida em 2015 participando na European Le Mans Series, Asian Le Mans Series, diversos campeonatos nacionais e têm direito a uma corrida própria em Le Mans no dia anterior à prova principal.

### LMGTP
A partir de 1999, para a edição das 24 Horas de Le Mans do mesmo ano, uma nova classe de protótipos de cabine fechada foi permitida em conjunto com a categoria LMP em seu primórdio, conhecida como "LMGTP" (protótipo de Gran turismo Le Mans) . Esses carros eram evoluções de carros de estrada baseados em produção em que a ACO considerava muito avançados e rápidos demais para se enquadrar nos regulamentos da classe GT, forçando o ACO a promovê-los como esporte-protótipos. A categoria teve vida curta, com a última fabricante produzindo um veículo para a categoria tendo sido a Bentley com o modelo Speed 8 .  

### LMPC
Categoria da WeatherTech Sportscar Championship até 2017  (tendo sido utilizada anteriormente na European Le Mans Series e American Le Mans Series), destina-se a pilotos jovens que se iniciam em competições de resistência. Utilizam chassis ORECA FLM09, um peso de 900 kg, motor V8 Base GM de 430 CV, reservatório com capacidade para 85 l de combustível e jantes de 18 polegadas .  

## Ligações Externas
- Site oficial das 24 Horas de Le Mans
- Site oficial da FIA World Endurance Championship (WEC)
- Site oficial da IMSA Weatertech Sportscar Champioship